# Grégory Cerdan
Grégory Cerdan (Saint-Denis, 28 luglio 1982) è un ex calciatore francese, di ruolo difensore.